# Robert Brode
Robert Bigham Brode (12 juin 1900 - 19 février 1986) est un physicien américain qui, pendant la Seconde Guerre mondiale, dirige le groupe du laboratoire Los Alamos du projet Manhattan qui développe les altimètres utilisés dans les bombardements atomiques d'Hiroshima et de Nagasaki.

## Jeunesse et éducation
Robert Bigham Brode est né à Walla Walla, Washington, le 12 juin 1900, fils de Howard S. Brode, professeur de biologie au Whitman College, et de sa femme Martha Catherine Bigham. Il est le deuxième d'une série de quadruplés, né entre ses frères Wallace et Malcolm ; le quatrième enfant est mort quelques semaines après sa naissance. Ils ont un frère aîné, James Stanley. Tous les quatre fréquentent le Whitman College, obtiennent un doctorat et mènent des carrières de scientifiques et universitaire,.
Brode est diplômé du Whitman College avec son baccalauréat ès sciences en 1921, puis entre au California Institute of Technology. Il obtient son doctorat en philosophie (Ph.D.) en physique en 1924, la première année où Caltech décerne ce diplôme,, pour sa thèse sur « le coefficient d'absorption des électrons lents dans les gaz ». Il montre que des molécules avec des arrangements similaires de leurs électrons externes ont des sections efficaces similaires pour les collisions avec des électrons lents. Ces résultats ne pouvaient pas être facilement expliqués avec la physique classique, et leur importance n'est pas réalisée avant 1966.
Après avoir obtenu son diplôme, Brode devient physicien associé au National Bureau of Standards. Il reçoit une bourse Rhodes pour étudier à l'Oriel College d'Oxford, en Angleterre en 1924 et 1925, puis une bourse du Conseil national de recherches à l'Université de Göttingen en Allemagne en 1925 et 1926, puis un poste de recherche à l'Université de Princeton de 1926 à 1927. De retour aux États-Unis, il épouse Bernice Hedley Bidwell le 16 septembre 1926. Ils ont deux fils,,.
Brode devient professeur adjoint de physique à l'Université de Californie à Berkeley en 1927 et professeur titulaire en 1932. Il reçoit une bourse Guggenheim, qui lui permet de retourner en Angleterre et d'étudier à l'Université de Cambridge et au Birkbeck College, Université de Londres, en 1934 et 1935. Là-bas, il se lie d'amitié avec le physicien britannique Patrick Blackett,. Il est impressionné par les chambres à brouillard de Blackett et demande à ses étudiants diplômés de travailler sur des projets les utilisant, notamment Dale R. Corson.

## Projet Manhattan
En 1941, après le début de la Seconde Guerre mondiale, Brode part travailler au Laboratoire de physique appliquée de l'Université Johns-Hopkins, où il aide à développer les altimètres. En 1943, il s'installe avec sa famille au laboratoire de Los Alamos du projet Manhattan, où il est nommé chef du groupe E-3 Fusing. Sa femme Bernice est également embauchée pour travailler à Los Alamos en tant que calculateur humain dans la division T (théorique). Le groupe de Brode est composé de 14 civils, 12 officiers militaires et 37 hommes enrôlés du détachement spécial du génie. Sa tâche est de développer un altimètre qui ferait exploser une arme nucléaire à une hauteur spécifiée au-dessus du sol,.
Normalement, les bombes sont bon marché et les altimètres sont relativement chers, mais une bombe atomique est extrêmement chère, et toute défaillance d'un dispositif de déclenchement est inacceptable. D'autre part, pour la même raison, on peut utiliser des altimètres qui seraient d'un coût prohibitif dans une bombe conventionnelle. Le groupe E-3 de Brode est chargé de développer un mécanisme de fusion qui aurait moins d'une chance sur 10 000 de ne pas exploser à moins de 200 pieds ( Unité «  » inconnue du modèle {{Conversion}}.) de la hauteur requise. La hauteur requise n'est pas connue au départ, car elle dépend du rendement, qui est incertain. Le groupe étudie à la fois les altimètres de proximité radar et les altimètre barométrique. Des tests sont effectués au Naval Proving Ground à Dahlgren, en Virginie, en août 1943 et à l'aérodrome de l'armée de Muroc en mars 1944, à l'aide de largages factices de ballons de barrage. En fin de compte, un radar d'avertissement de queue APS-13 Monica modifié connu sous le nom de « Archie » est utilisé, et les altimètres ont parfaitement fonctionné lors des bombardements atomiques d'Hiroshima et de Nagasaki,.

## Carrière ultérieure
Après la guerre, Brode retourne à l'enseignement à Berkeley. En 1950, il est l'un d'une douzaine d'éminents scientifiques qui demandent au président Harry S. Truman de déclarer que les États-Unis ne seraient jamais les premiers à utiliser la bombe à hydrogène. En 1951, il retourne en Angleterre pour une autre année, cette fois à l'Université de Manchester en tant que boursier Fulbright. Entre 1930 et 1943, il encadre15 étudiants et en supervise 22 autres entre 1946 et 1957. Parmi les 37 étudiants, Corson devient président de l'Université Cornell, et William B. Fretter, est vice-président de l'Université de Californie de 1978 à 1983.
En plus de ses recherches et de son enseignement, Brode occupe plusieurs autres postes. Il est l'assistant académique de deux présidents de l'Université de Californie, Clark Kerr (en) de 1960 à 1965, et Charles J. Hitch (en) de 1972 à 1973, et d'Angus Ellis Taylor, le vice-président pour les affaires académiques, de 1967 à 1972. Il fait partie des jurys de sélection des bourses Rhodes, Fulbright et Kennedy, ainsi que des prix du département d'État, de la Commission de l'énergie atomique et de l'Institute of International Education. Il est président du conseil consultatif de la Naval Ordnance Test Station de 1948 à 1955, membre du National Research Council Comité de données pour la science et la technologie (CODATA) de 1951 à 1957, et président de l'American Association of Physics Teachers et du comité de l'American Institute of Physics sur les facultés de physique dans les collèges de 1962 à 1965,.
À plusieurs reprises, Brode est vice-président de l'Union internationale de physique pure et appliquée et de l'Association américaine des professeurs d'université, membre du Conseil de la Société américaine de physique, président de la division Pacifique de l'Association américaine pour l'avancement des sciences, président de la division de physique du National Research Council, directeur associé pour la recherche de la Fondation nationale pour la science et délégué américain au Conseil international pour la science. Il est directeur par intérim du Laboratoire des sciences spatiales de Berkeley de 1964 à 1965 et directeur de son programme d'éducation à l'étranger au Royaume-Uni de 1965 à 1967,.
Brode devient professeur émérite à Berkeley en 1967. Il décède à son domicile de Berkeley le 19 février 1986. Ses archives se trouvent à la bibliothèque Bancroft de l'Université de Californie.